# Малый Сампсониевский проспект
Ма́лый Сампсо́ниевский проспект — улица в Выборгском районе Санкт-Петербурга. Проходит от Выборгской набережной (Большой Невки) до Большого Сампсониевского проспекта.

## История названия
Проезд образовался ещё в XVIII веке как дорога к церкви Сампсония Странноприимца, поэтому очень скоро за этим проездом закрепилось название Самсоньевская улица. Слово это было непривычно русскому народу, поэтому породило множество вариантов написания. Официальное и правильное название Большому и Малому Сампсониевским проспектам было присвоено в 1822 году.
В XIX веке Малый Сампсониевский проспект в народе также назывался проспектом к церкви Сампсония Странноприимца и проспект к Самсониевскому мосту, последнее название было распространено, так как именно в створе Малого Сампсониевского проспекта располагался Сампсониевский наплавной мост — предшественник Гренадерского моста.
В 1923 году Малый Сампсониевский проспект переименован в улицу Братства, в память о добровольном культурно-просветительском обществе рабочих «Сампсониевское братство», созданному в 1908 году на Выборгской стороне.
4 октября 1991 года улице Братства возвращено прежнее название Малый Сампсониевский проспект.

## История

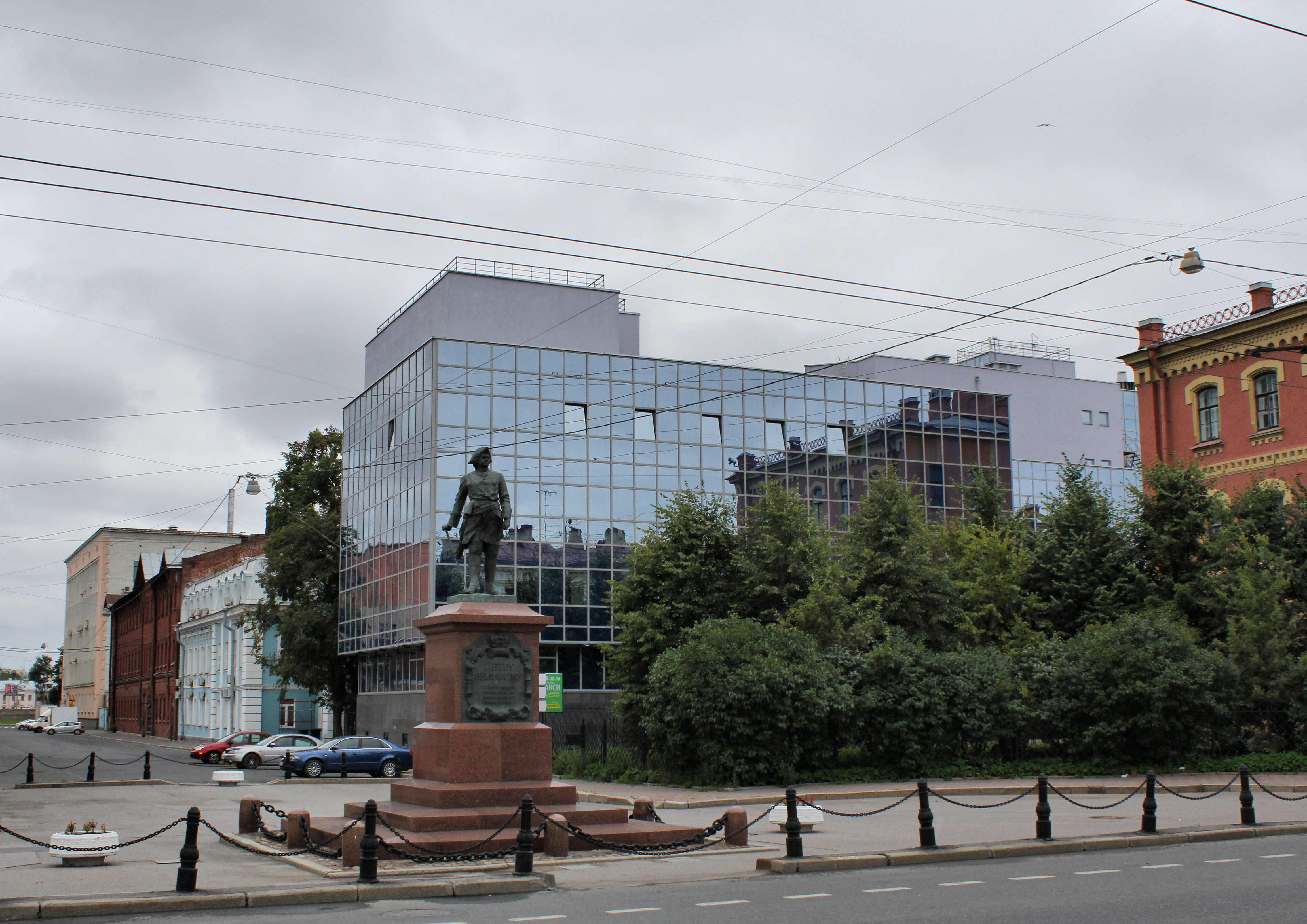
Памятник Петру I на фоне Малого Сампсониевского проспекта

В 1908—1909 году на углу Малого и Большого Сампсониевских проспектов был открыт памятник Петру I.
В 1930 году по проспекту были проложены трамвайные пути.
В 1937 году памятник Петру I был убран и в 1940 году передан в Третьяковскую галерею.
В 1971—1975 годах, после переноса Гренадерского моста на его нынешнее место, с проспекта были сняты трамвайные пути и проложены по новой Гренадерской улице.
В 2003 году, к 300-летию Санкт-Петербурга, в створе проспекта был восстановлен памятник Петру I. Выезд с проспекта для автомобилей после этого закрыт у памятника; на сегодняшний день сквозное автомобильное движение по проспекту от набережной до Большого Сампсониевского проспекта невозможно.

## Достопримечательности
- Бани братьев Егоровых (Братские бани), д. 5 — фешенебельные бани до революции. Архитектор А. А. Максимов.